# 이무성
이무성(李戊成, 1942년 10월 20일 ~ )은 대한민국의 정치인이다. 제9·11대 구리시장을 역임했다. 본관은 벽진.

## 학력
- 인창국민학교 (졸업)
- 광신중학교 (졸업)
- 광신상업고등학교 (졸업)
- 중앙대학교 (경영학과 / 학사)

## 역대 선거 결과
|  | 34.32% |

|  | 47.97% |

|  | 48.60% |